# Micrargus dissimilis
Micrargus dissimilis là một loài nhện trong họ Linyphiidae.
Loài này thuộc chi Micrargus. Micrargus dissimilis được J. Denis miêu tả năm 1950.